# Felsbildplätze in Österreich
Die Felsbildplätze in Österreich (und Südtirol), finden sich in den Ostalpen als in den Stein geritzte oder geklopfte Grafiken in einigen Bundesländern Österreichs und Südtirols. Es handelt sich um geometrische, anthropo- und zoomorphen Symbole, die jahrhundertelang aufgesucht wurden. Die schwierige Zugänglichkeit und Lage der Bilder hängt mit kultischen Vorstellungen und Praktiken zusammen.
Die Felsbilder der Schweiz und Oberitaliens wurden hauptsächlich in der Bronze- und Eisenzeit graviert. Die Petroglyphen in Österreich und Südtirol sind jünger. Sie stellen die Fortsetzung archaischer Sinngebungen und Symboliken bis ins Mittelalter dar, bisweilen noch bis in jüngerer Zeit. Für die Datierung stehen nur relative Anhaltspunkte zur Verfügung: Gravierungstechnik, Verwitterung, Platzierung und Überlagerung mehrerer Zeichnungen. So stellte sich heraus, dass die Felsbilder mehrperiodig entstanden.
Die wegen ihrer szenischen und figürlichen Darstellungen aussagekräftigsten Darstellungen sind allerdings älter und stammen vom Mont Bégo und aus dem Valcamonica.

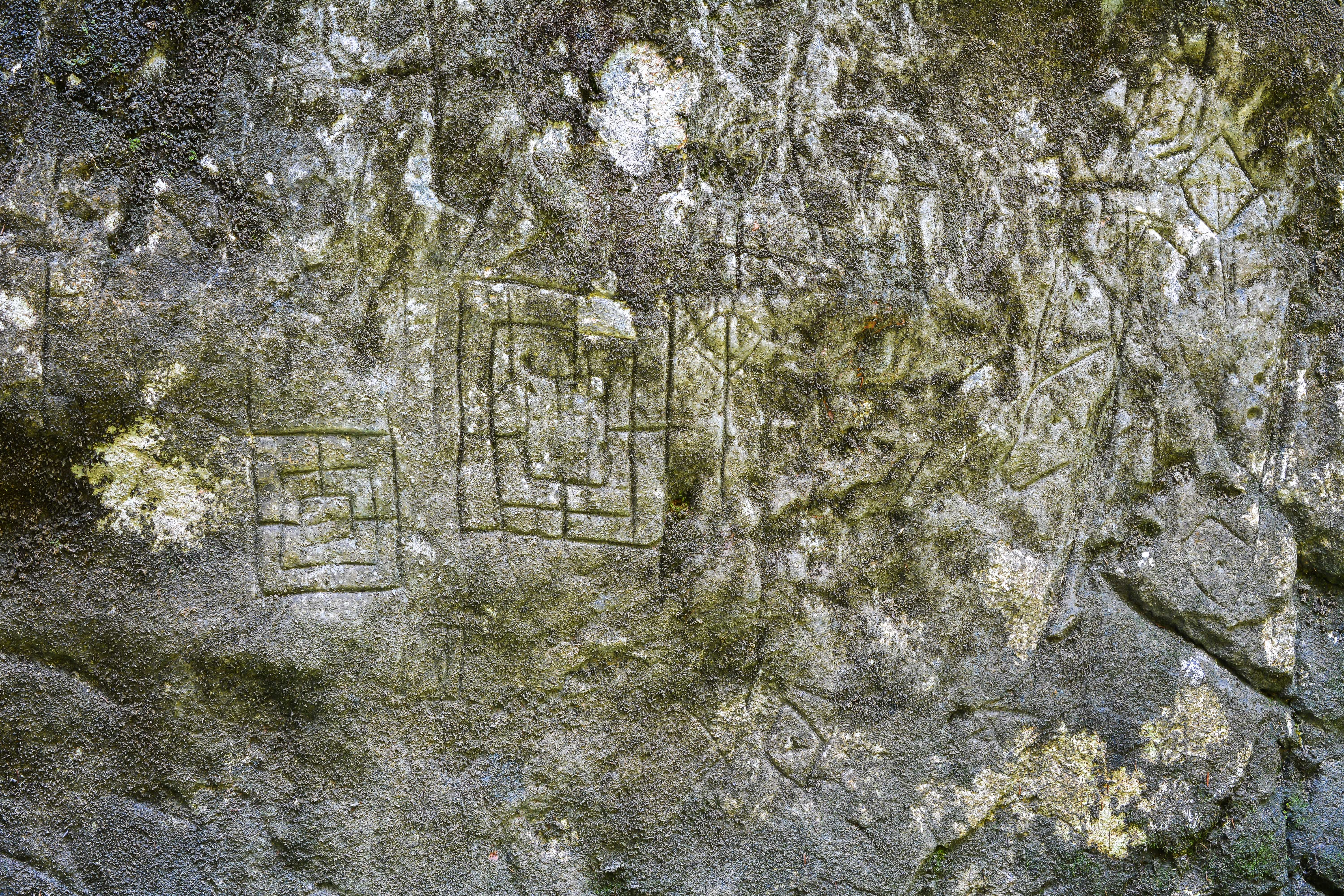
Felsbilder von Höll (Oberösterreich)

## Auflistung

### Kärnten
- Dreieckige Felsplatte Hundskirche an der Farchtensee-Landesstraße bei Kreuzen: ältere Zeichen (Wasserlinie, Sonne, Rührkübel) wurden zur Zeit der Protestantenverfolgung großflächig überschrieben mit „Also geht’s in der Welt“, aus dieser Zeit auch große Karikaturen der Amtskirche und eines Jesuiten. Aufforderung „Grües“.[1]
- Eggerloch in Warmbad Villach: teils rätselhafte Namens- und Bildeinträge aus dem 16. Jahrhundert, nebenan mögl. auch ein Jäger und Sammler[2]

### Niederösterreich
- Rotmoos in den Ybbstaler Alpen. An der südwestlichen Flanke des Talendes des Plotschtales, südöstlich des Schwarzkogels Ritzungen (L 30 m, H 10 m) an einer etwa 1200 m hohen Felswand. Etwa 100 m unterhalb auf einem ebenen Felsblock weitere Zeichen: Kreuz, Leiter, Pentagramm, Rad, Sexualsymbole, anthropomorphe und geometrische Motive.
- Seisen im Ybbstal, in der 1000 m hohen Hochreithalpe. Anstieg zu einer etwa 4 m tiefen Felsspalte über dem Abgrund. An der linken Seite des Abri Zeichen: Baum, Buchstaben und Kreuze mit Näpfchen.
- Freyndllucke in der Hochreithalpe-Höhle: Kreis, Kreuz und Tier.
- Aibl-Hochkar unterhalb der Hochkarstraße (auf etwa 900 m) Zeichen auf der senkrechten Fläche eines dreieckigen Wandteils: Buchstaben, Kreis, Kreuze, Rauten und Sexualsymbole.
- Göstling-Hochreith in den Ybbstaler Alpen: Ahnenwand wie aus der Pfahlbaukultur am Bodensee mit matrilinearem Stammbaum M-Turm, mit einzelnen aufsitzenden Kegel-Menschen, weiters Schmetterling, Blume, Strichmännchen schleppt Stange, Strichmännchen hält Stange in Vulva, alles aus Näpfchen und geraden Linien zusammengesetzt.[3]
- Stadt Schrems bei Gmünd mit Pseudo-Dolmen im Zentrum: am Eingang z-förmiges Muster mit Näpfchen darin, wie bronzezeitlich auf der Salzburger Kallbrunn-Alm.[4]

### Oberösterreich

#### Bad Goisern
- Weißenbachtal-Baumüllabkippgelände: näpfchengefülltes Dreieck, Gesicht mit Kinnanomalie in Tradition der Vinca-Kultur, gepfählte Raute[5]
- Rossmoosalm: Wand mit einzelner konzentrischer Raute, im Mittelpunkt ein Berührungsnapf, andere Wand mit Schuhleiste, andere Wand mit neuzeitlichem Generationenbaum und einem Seelen-P als Flugdrachen.[6]
- Höllgraben: am Einstieg zum Höllenloch rechts ein flacher Rührkübel (zum Käsen?), links eine schriftintegrierte Raute, oberhalb im Wald neuzeitliche Schriftwand mit Strahlenvulva und Kirchenkarikatur, unterhalb des Waldpfads sehr alte Seelendarstellungen als Strichkerben[7].

#### Bad Ischl
- Reinfalzalm (1030 m hoch) bei Bad Ischl. Bei dem Mundloch eines Salzstollens nahe der Alm: Gitter, Initialen Radkreuz, Sexualsymbole, geometrische Zeichen.
- Kienbachklamm (750 m hoch) bei Bad Ischl (Jägerhöhle): Gitter, Leiter, Mühlebrett, Kreuz mit Endpunkten, Pentagramm, Radkreuz, Sexualsymbol und geometrische und figürliche Motive: Haus, Hütten, Tierköpfe. Sowie drei grobe, stark fragmentierte Weiheinschriften an Mars Latobius.

#### Bad Ischl-Pfandl
- Trefferin-Wand im Zimnitzbachtal bei Kreutern: Solstitienmarke, damit verbunden sind 7 lokale Sagen, die auf matrilineare Frauentraditionen und zwei unterschiedliche Unterweltmodelle hinweisen.[8]

#### Hallstatt-Waldbach
- HTL-Felsen: Fingerprint, um die Ecke Pfahlbau, gegenüber Strahlenvulva, aus der ein M kriecht, Spitzbogenportal mit Berührungsnäpfchen, sonst überwiegend Schüler-Einträge[9]
- Kauer-Abri: eine Bergmannshaue mit Auge und Tülle (Bronzezeit), seitlich Haue ohne Tülle als Schnabel einer Ente (Hauentypus von 500 v. Chr.), die einer Biene nachfliegt, rechts daneben Mörser[9]

#### Mühlviertel
- St. Thomas am Blasenstein (Waldboth)- Doppelter Pechölstein: Rautenförmiges Blatt und kreisförmiges Blatt bilden ein Paar[10]
- Kollerschlag in Richtung Sarleinsbach heißt ein Pseudo-Dolmen Hüllstein: Auf der kleineren Dolmendeckplatte ein erhabener neolithischer Fischschwanz-Dolch.[11]
- Kirche Maria Rast[12]:
  - Schalenstein in der Kirche trägt neben anderen Schriftzeichen eine Art Notenköpfchen-Schriftzeichen.
  - außerhalb der Kirche in der Steinspirale eine erhabene viereckige Kartusche, auf der ein kopfloses Männchen abgebildet ist.
- Silberhartschlag bei Bad Leonfelden: Im Wald auf der Wasserscheide ein rechteckiger Schalensteinblock mit senkrechter Kerbenreihe.[13]
- Königswiesen-Hörzenschlag: Schalenstein Tatzerlbrunn mit zwei Ritzungen am Schalenrand: Fersenabdruck und Frauenzeichen Y.[14]

#### St. Wolfgang im Salzkammergut
- Knappenwand am Schwarzensee (Achtung extreme Absturzgefahr beim Zurücksteigen!): eindrucksvolle und eindeutig prähistorische geometrische Planetensymbole mit magischen Berührungsnäpfchen, darunter Sonnen aus konzentrischen Kreisen, 1–2 geometrische Frauenfigur(en), Raute, Leitern, Regen-Kamm, großes Netz und Halbschalen.[15]
- Teufelshaus oberhalb Mönichsee (Achtung Steinschlag): mehrere Schuhleistenkeile sind Teile von Bildern (eine Brust, zugleich liegende Mondsichel, zwei unterschiedliche Männchen, H-Kartusche)
- Parrersteig: Leitern, Sonnenmännchen, Rauten, Tiere (kl. Schlange, Hirsch, trächtige Steingeiß), gr. Speichenrad, geometrische Frauenfigur, Christogramm.[16]
- Nixloch-Höhlenportal – Schwalbenmann mit Hut und vegetative Symbolik
- Halleswies-Wände: Netz, halber Nadelbaum, 2 ineinandergreifende weibliche Torsi und 1 Gemächt, dreigestrichene Raute.[17]
- Kollmannswand: halbe trächtige Steingeiß, ein Felsbuckel bildet deren Bauch.[18]

#### Totes Gebirge
- Höll (1300 m hoch) im Toten Gebirge. Vom Linzerhaus nach Osten, den Teichlbach entlang bis zu seiner Quelle in einer Doline. Wenige Meter dahinter die kleine Höhle, Rollende Lueg, in der sich Zeichen finden. In nordöstlicher Richtung ein Felssturzgebiet. Beiderseits des Steiges Zeichen: Kreuz mit Endpunkten, Mühlebrett, Pentagramm, Sexualsymbol, geometrische, anthropo- und zoomorphe Motive.
- Spital am Pyhrn. Das Felsbildermuseum am Ausgangspunkt der alpinen Felsbildforschung bietet eine umfangreiche Dokumentation der österreichischen Felszeichnungen. Es sind zahlreiche Gravierungen in Bild und Kurztext erfasst und Abgüsse ausgestellt. Die Gestaltung ist das Werk von E. Burgstaller, dem Vater der österreichischen Felsbildforschung. Graphische Übersichten, Verbreitungskarten und Vergleichstabellen zeigen inhaltliche, wenn auch nicht unbedingt zeitliche Verbindungen österreichischer Felsbildkomplexe mit bekannten urzeitlichen Felsbildern in Frankreich, Oberitalien und Skandinavien.

#### Traunkirchen – Baalsteinwand
- kunstvolle Kartuschen aus der Zeit der Protestantenverfolgung, Seelenschiffchen, protestantisches Dreieck mit Doppelbalken-Kreuz, Schwangerschaftsbauch, Gemächt, Männchen, schlangenbesetzte Jahreszahl.[19]

### Salzburg (Bergheim)
- Plainberg-Feld: Dreiecksfigur mit Sonnencorona aus Näpfchen und Mondsichel, darunter Erntehaken[20]
- Plainberg-Wald: anthropomorphe Biene mit typisch keltisch gestaltetem Flügel, Vedute mit zwei Hütten mit Lochfenster[20]

### Salzburg (Salzachtal)
- Hexenwand von Dürrnberg (750 m hoch) bei Hallein; unmittelbar über dem Gräberfeld. Reste anthropomorpher Gestalten, Radkreuz u. a.
- Ofenauer Berg (Wasserpalfen), nördlich der Salzachöfen im Tennengau (680 m hoch). Der Steinbruch hat große Teile der Ritzungen auf den hohen glatten Felswänden von kleinen Tobeln zerstört: Drudenfuß, Kreuze, Leiter, Mühlebrett.
- Bluntautal-Auwald (500 m hoch) im Hagengebirge.
  - Bachfels: fragmentierte Tierdarstellungen, Rad, Rillen und Näpfchen, Sexualsymbole.
  - Phallusstein: Kreuz, Mühlebrett, Pentagramm, Phallus, Rad.
  - Siebendreieck: geometrische Motive, Pentagramm, Sexualsymbole.
  - Hohlenrand: geometrische Zeichen, Gämse, Hirsch, Sexualsymbole, u. a.
  - Oberstes Band: achtzackiger Stern.
- Bluntautal-Bachfeld (500 m hoch) im Hagengebirge: Kreuz, Leiter, geometrische Zeichen, tierische Motive.
- Bluntautal-Quellwände (520 m hoch). Belegstelle II mit Quellaustritt (Quellheiligtum?) am Fuß der Felswände: geometrische Zeichen, Hirsch, Kreuz, Mühlebrett, Pentagramm, Reiter mit Faltenröckchen, Sexualsymbole, Steinbockjagd mit Hund.
- Pass Lueg (580 m hoch): Kreuz, menschliche und tierische Motive, Sexualsymbol.
- Wilhelmskapelle (1060 m hoch). Waldpfad Richtung St. Wilhelm am Fuß der Fagerwand. Ritzzeichnungen auf Blöcken um die Kapelle. Ursprünglich befand sich hier ein Teich, für den die Pollenanalyse eine Datierung ins 2. und 1. Jahrtausend v. Chr. ergibt. Die älteren Felsritzungen waren vermutlich um die Wasserfläche angeordnet: Dreiecke, Gitter, Jahreszahlen, Kreuze, Leiter und Linien mit Näpfchen an den Enden, Liniengewirr.
- Zimmereckwände (ca. 1000 m hoch) im Zimmereckwald. Westlich der Wilhelmskapelle, auf einer Felsrampe aus Riffkalk zeigt ein an eine überhängende Felswand gelehnter Block Kreuze, Mühlebrett, Netze, Pentagramm u. a.

### Salzburg (Saalachtal)
- Helmut-Adler-Felsen- (1350 m hoch). Loferer und Leoganger Steinberge. Auf der Forststraße zur Kallbrunn-Alm bei Weißbach. Inmitten von Bergstürzen Felsblöcke mit Gravierungen: Gitter, Drei- und Vierecke, Netze, verschlungene Linien.
- Schmiederer Felsen (900 m hoch). Oberhalb der Lamprechtsofen-Höhle im Bergsturzgebiet: konzentrische Dreiecke mit Strahlen, Sexualsymbolik wie Dreiecke und Phallus.
- Lenzenschlucht (609 m hoch). Südlich von Lofer, parallel zum heutigen Flussbett. Heute wasserlose Enge, stark verfallene, düstere Schlucht, schwer zugänglich: Zauberer mit großen, langfingrigen Händen, Strich- und Kreuzmotive mit Näpfchen an den Enden, Rauten und andere geometrische Zeichen; auch Darstellungen der Neuzeit.
- Kniepass (560 m hoch). Geometrische Motive, Rad.
- Lofer-Au, direkt am Fluss: 2 Leitern und Strichmännchen mit Umhang
- Lindau-Wald: Negauer-Helm, darunter Schwerteinstiche in die Wand, weiters geometrische Frauengestalt, Kerbleiste[21]
- Götschenstein / Gerhardstein in St. Martin bei Lofer:
  - An den Nord-Hängen: Schaflsulzn – ungewöhnlich große Bootskieldarstellung mit Kreuzchenturm, Marduk-Rad und Solstitienmarke; Fernsebner-Stein – Abri mit weiblicher Leiternfigur, Adorantin und Speerträger vor Kultstein, Bärentatzenabdruck, geschwungenes Netz, Sonnengesicht mit einem Flügel; Höhle mit alter Vogeldarstellung (Vorsicht Absturzgefahr); Wand links des Aufstiegswegs zum Plateau – 2 Frauenfiguren, Sonnenradkreuz mit Fingern wie ägyptischer Aton, Leitern.[22]
  - Auf dem Plateau Schattseittret (Vorsicht hohe Absturzgefahr bei Orientierungsverlust!) mit ca. 1 m hohe Frauenfigur mit Vogelschnabel, neolithischer Fischreuse und später ergänztem Kübel, oberhalb goldener Zweig (hier gelbe Gesteinsfarbe), daneben kleinere männliche Figur mit Toga und Gerte, an deren Ende ein gelber Näpfchenhaufen, eine Art Zauberstab, weiters mesopotamische Göttinneninsignien, Halbmond, Rührkübel, darauf M und Schlange und 2 Häuschen aus Gittern. Beim Ausstieg Richtung Schaflsulzn im Hohlweg ein neolithisches Unterleibssymbol der Vogelgöttin aus konzentrischen Dreiecken[23]
- Hundsgraben mit Dr. Helmut Adler-Stein (geringe Absturzgefahr): Hacke mit Handabdruck, mehrere Kreuzchengebilde, Schuhabdrücke, konzentrische Kreis-Sonne wie in Mondsee-Kultur, winzige geometrische Frauenfigurine.[24]
- Hundssattel mit Dr. Martin Zanker-Stein: ältere geometrische Petroglyphen wurden überschrieben durch protestantische Bibelzitate des 18. Jahrhunderts in Form von Herz, aus dem sich ein Stamm erhebt, Nadelbaum neben springendem Hirsch und Mondsichel mit anhaftendem P.[25]
- Maria Kirchenthal: In der Thomalandschaft Blöcke mit Ritzungen, darunter Schwalbe mit Quadrat aus 9 Näpfchen und einem Strichmännchen mit Umhang, anderswo ein Herz aus Näpfchen. Am Übergang Richtung Lindauwald eine Hirsch-Reiterin mit diversen Symbolen.
- Lattengebirge bei Baumgarten-Dalsenalm (Bayern): Handabdruck, riesiges Schaf, geometrische Frauen-Netzfigur und Schwangerschaftsbauch, an anderer Stelle ein (Seelen-)Schiff aus Kreuzchen.[26]

### Salzburg – Tennengebirge
- Zsammverlushöhle: 2 prähistorische Hirsche, 1 Ren, vegetative Seelendarstellungen, Strichmännchen-Kopulation, zoomorphe Frauengestalt, daneben diverse Sistren und eine segnende Frauengestalt, Christogramm.[27]
- Schönalm – Leiternfels: 2 Baumstamm tragende weibliche Dreiecksfiguren, aufrechte dreigeschoßige Tempeldarstellung mit Hohepriester (lange Toga, Glatzkopf) am Dach, der eine Stange ins Marduk-Rad hält, einige lange Leitern führen zum Tempel.[28]
- Schönalm – Seestein: geschnürtes Beil, einzigartige Sonnenreise-Darstellung in einer Art Schlitten mit einer geflügelten Sonne am Rücksitz, auf anderer Felsseite Bootsbegräbnisszene und Männchen mit Umhang.[29]
- Schönalm – Kauerfels: zwei stark verwitterte Marduk-Räder, ein seltenes Netz, ein Haus aus 2 Dreiecken[30]
- Schönalm – Schwarze Wand: Kupferbeil, paläolithischer Schaber, paläolithisches Ohrgehänge, künstlerische konzentrische Dreiecksfragmente, Dreiecksturm, mehrteilige geometrische Vulva, dreigestrichenes Oval.[31]
- Schönalm – Gelbe Wand: Knappe mit zwei unterschiedlich großen Köpfen, Vierung, Mond
- Schildkar 1–3: große Mutter mit Kind, anthropomorphe Vogel-Gestalt, Tempeldarstellung mit Männchen mit Stange auf dem Dach, geometrische Kalenderwand mit Cervide, überzeichnet durch Raubvogelkopf, mehrere Jahrhunderte alte Dorfdarstellung.[32]

### Salzburg – Hagengebirge (Plateau)
- zahlreiche sehr alte Hirschdarstellungen in unterschiedlichsten Gestaltungsweisen, eine davon mit penetrierender Frauengestalt, daneben Szene mit Frauengestalt in Sanduhrform, die mit anthropomorpher Heuschrecke konversiert, dahinter zwei punktierte Körbe, daneben vegetativ-geometrische Frauengestalt mit kosmischer Anspielung und Octopus-Figur, schräg unterhalb getüpfelter kunstvoller Sakralbau mit Leiter zu Cervidenherde, daneben ein singender oder stark blasender Mann mit Umhang, weiters eine Raute mit Doppelleiter.[33]

### Salzburg – Schwarzer Berg
- Wände mit Sonnengott und Sonnenschiff und weiblicher Figur mit Dreieckskörper, Sonne beschützt galoppierende Cervidenherde, Kopfheilungsdelle mit Ave-Maria-Logo, galoppierender Hirsch mit kindlichem Reiter, geometrische Figur wie Holzgestell, Insekten mit Netzen und Berührungsnäpfen, an Wand eines engen Schlief-Felsens kunstvolle Netzkomposition[34]

### Salzburg – Postalm
- Bärenstein: geometrische Frauenfigur mit Vierungssymbol in Näpfchenform und Hacke überm Kopfteil, daneben senkrecht fahrendes Seelenschiff, mehrere geometrische Gebilde, darunter näpfchengefüllte Dreiecke, bedeutende Szene einer Attacke eines Jägers mit Schild und Hacke durch zwei unterschiedlich große Bären, möglicherweise kosmisch zu verstehen, daneben imitierte Krallen-Spuren und Abdruck von Pfoten.[35]
- Weißenbachtal-Grund: Felsblock mit Netz-Figur (von Andreas Kopf als Bärenfalle gedeutet, ein Abguss von ihm im Strobler Heimathaus Lipphaus)

### Salzburg – Strobl am Wolfgangsee
- Brustwand: mehrere Pfahlbau-Darstellungen in Zusammenhang mit Sonne und unterschiedlichen Aufstiegshilfen, Tierdarstellungen (Bär, Wolf, Schlange, Elch), Netz, Gemächt, Seelendarstellungen, Solstitienmarker.[36]
- Bleckwand (Achtung Absturzgefahr): beim Überstieg Häuschen mit Leiter, unterhalb im Gelände prähistorischer Proto-Schriftzug, Heugabeln u. Schriftmagie.[37]

### Salzburg – St. Lorenz am Mondsee
- Hoch oberhalb einer Höhle in der Thomalandschaft die Darstellung einer Abri-Fellabdeckung als Behausung, darin zwei Bärentatzen-Abdrücke.[38]

### Steiermark
- Notgasse und Riesgasse (1550 m), Kernet-Gebirge im östlichen Dachsteinmassiv.
- Abri westlich der Brandalm (1420 m hoch) im Kernet-Gebirge: Kreuz, Leiter.
- Rotlackensteig I (1560 m hoch), Kernet-Gebirge: Leiter mit Endpunkten.
- Rotlackensteig II (1625 m hoch), Kernet-Gebirge: Leiter, geometrische Zeichen.
- Neubergeiskeller (1650 m hoch), östlich Hirzberg: Gitter, Kreuz, Leiter, geometrische Zeichen.
- Mausbendlloch (1560 m), nördlich Kammspitze bei Gröbming im Ennstal. Mündung eines ehemaligen Karstflusses: Gitter, Kreuz mit Endpunkten, Leiter, Sexualsymbol, Radkreuz, anthropomorphe und zoomorphe Motive.
- Zsammtreibbodenhöhle (1590 m hoch), östlich Hirzberg: Kreuz, Leiter, Pentagramm, Radkreuz, kleine Schalen.
- Schützenhöhle (1648 m hoch), östlich Hirzberg: Kreuz, Lebensbaum, anthropomorphe und zoomorphe Motive.
- Ausseer Lahnfriedalm (1398 m hoch): Kreuz mit Endpunkten, Initialen, Jahreszahlen, Sexualsymbol.
- Lieglloch (1230 m hoch) bei Tauplitz: Gitter, Kreuz, Leiter, Pentagramm, Sexualsymbol, geometrische und Schriftzeichen, Initialen, Jahreszahlen.

### Tirol
- Schneidjoch bei Steinberg im Rofan-Gebirge: Quell-Höhle mit eindrucksvollen etruskischen Schriftbändern an der Decke, darunter ein Reiter oder Sonnenlöwe, ein rätisches Gesicht und die Plejaden, mögl. ein Cervide rückwärts gewandt.[39]
- Marbel-Stein bei Achenkirch im Karwendel-Gebirge: Protoschrift, Baum mit voller Näpfchenkrone, Planetengesicht, Sonnengesicht, eingeklemmt zwischen zwei Wasserlinien, Vogel mit Nest, Kartuschen.[40]
- Wald oberhalb Wiesing bei Jenbach: 2 historische Portraits, vermutlich 16. Jahrhundert.[41]
- Felswand oberhalb Kufstein-Schwoich in 4 m Höhe: Raute mit etruskischen Schriftzeichen.[42]

### Südtirol (Italien)
- Tschötscher Heide (ca. 720 m hoch), oberhalb von Brixen. Straße nach Feldthurns Gletscherschliffe mit 10 Gruppen von Felsbildern: Kreuz mit Endpunkten, Mühlebrett, Schalen und Schalengruppen.
- Hasental (840 m hoch), oberhalb von Algund bei Meran. Felsblöcke neben der Hasentalkapelle und 80 m bergan »Kreuzstein«: Kreuz, Schalen, geometrische Zeichen.
- Castelfeder (360 m hoch), oberhalb von Auer. Auf mehreren Felsen unweit der Straße: Kreuz, Medaillon, anthropomorphes Motiv.
- Bruneck. Vor dem Hauptportal der St. Georgenkirche Steine mit Schalen und Mühlebrett. Westlich vor dem Friedhof eine Steinplatte mit Schalen, im MA als Gerichtsstein verwendet.
- Wolfsgrubener Menhir auf dem Ritten: Näpfchen, Kreuzchen, Sonnenfinsternis, Dreispross.[43]
- Groaßer Stuan in Kurtatsch-Graun: einzigartige Darstellung der Sonnenreise während des Tages und (gleichsam gespiegelt) Sonnenreise der Nacht.[44]
- Sternenplatte am Pfitscher Jöchl über Dorf Tirol: kunstvolle zoomorphe Frauenfigur, die an den schwungvollen Luine-Stil bei Darfo Boario Terme (Valcamonica) erinnert, auf der Sternenplatte daneben ein Sonnenmännchengesicht.[45]
- Neolithischer Stelenmenhir von Latsch: Menschenjagdszene erinnert an Ötzis Tod.[46]